# Karl Wippermann

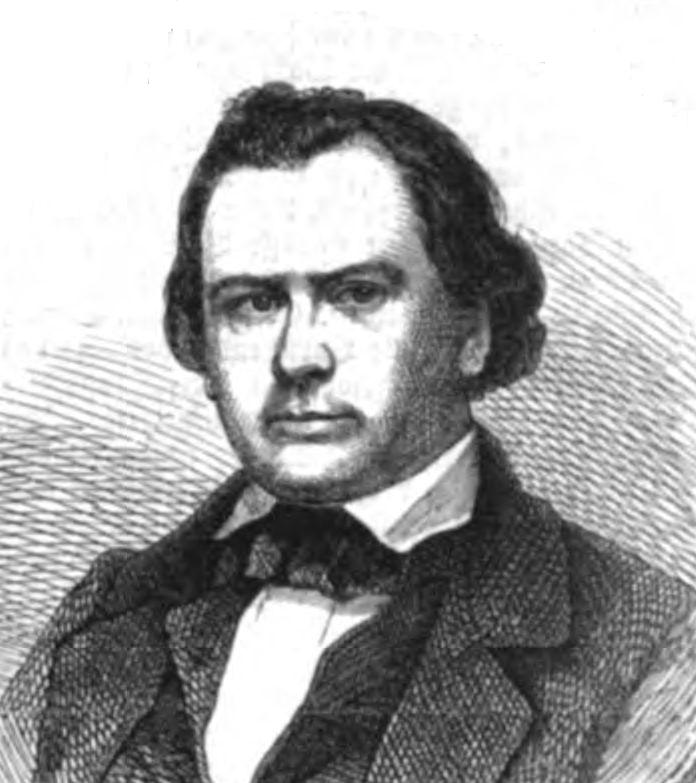
Karl Wippermann, 1863

Karl Wippermann (* 14. März 1831 in Rinteln; † 24. Februar 1911 in Groß-Lichterfelde) war ein deutscher Publizist und Politiker.

## Leben
Wippermann war ein Sohn des späteren kurhessischen Verfassungskämpfers Karl Wilhelm Wippermann und Urenkel des Juristen Carl Wilhelm Wippermann. Er studierte ab 1854 Jura in Marburg, wo er Mitglied des Corps Teutonia war, wurde aber, wohl wegen der politischen Vergangenheit seines Vaters, nach Bestehen der beiden Staatsprüfungen nicht zum kurhessischen Vorbereitungsdienst zugelassen. 
1856 promovierte er in Göttingen zum Dr. jur. und wandte sich dem Journalistenberuf zu. Er trat in die Redaktion der von Friedrich Oetker, einem Freund des Vaters, gegründeten und geleiteten Hessischen Morgenzeitung ein. Später übernahm er die Redaktion eines nationalliberalen Blatts in Leipzig und trat schließlich in die Redaktion der National-Zeitung in Berlin ein. Von 1887 bis 1905 arbeitete er im Königlich Preußischen Literarischen Büro und redigierte in dieser Funktion den täglichen politischen Zeitungsbericht für den Kaiser.
Daneben veröffentlichte er den „Deutschen Geschichtskalender“ ab 1885 in jährlich zwei Bänden und gab mehrere Urkundensammlungen über Otto von Bismarck heraus. Außerdem verfasste er zahlreiche Artikel für die Allgemeine Deutsche Biographie (ADB). 1905 trat er in den Ruhestand.
In den 1860er Jahren gehörte Wippermann der kurhessischen Ständeversammlung an. Von 1868 bis 1872 war er außerdem Abgeordneter in den ersten kurhessischen Kommunallandtagen.

## Schriften
- Ludwig Ernst Hahn: Fürst Bismarck: Sein politisches Leben und Wirken urkundlich in Thatsachen und des Fürsten eigenen Kundgebungen. Dargestellt von Ludwig Hahn. Fortgeführt von Carl Wippermann. 5 Bde. Hertz, Berlin 1878–1891.